# 21480 Jilltucker
21480 Jilltucker è un asteroide della fascia principale. Scoperto nel 1998, presenta un'orbita caratterizzata da un semiasse maggiore pari a 2,3852630 UA e da un'eccentricità di 0,1119322, inclinata di 6,28284° rispetto all'eclittica.